# 日本鐵路周遊券

日本鐵路周遊券（舊版本）、兌換券與指定席車票

日本鐵路周遊券（日語：ジャパンレールパス，又譯為日本鐵路通票）是一系列基於日本JR集團（過去由日本國有鐵道發售）的政策所販售、發行的一種铁路周游票，針對訪問日本的外國觀光客為主要對象，可任意搭乘JR集團旗下各公司所經營的旅客鐵道、巴士與渡輪等路線。
此外，JR北海道、JR東日本、JR西日本、JR九州及JR四國也有販售適用於各自公司經營範圍内的線路有效之鐵路周遊券，以下將一同記述之。

## 日本鐵路周遊券

### 銷售、購買與使用方法
在過去旅客必須在日本國外，由JR指定的販售店與代理店（旅行社、航空公司等）購買，僅有部分地區型的周遊券有提供日本國內銷售的服務，可備齊相關資料後在日本國內指定地點購買，或在特殊期間開放在日本國內銷售，如2002年世界盃足球賽。但從2016年4月起，JR集團為了簡化流程，開放在成田機場、羽田機場、關西國際機場及JR集團的鐵路車站等指定販售地點購買日本鐵路周遊券的服務，但價錢較日本以外旅行社購買時昂貴。
於國外購買時拿到的只是換票證，到達日本後，必須到設有日本鐵路周遊券兌換站的地方（大部分是JR車站的綠色窗口及旅遊服務中心）出示護照後以換票證更換正式的周遊券。更換正式的周遊券時可一併預訂效期內的所有指定席，但有些較繁忙的兌換站，如設於成田機場的旅遊服務中心，僅接受預定換票當日的指定席。
持有未过期周遊券的旅客，可以任意在JR系統所屬各種交通設施的檢票口通行，即使非以搭車為目的而進站也不需購買月台票，但必須選擇有站務員看守的人工檢票口，並出示周遊券，而不能利用自動檢票機進出月台區。除此之外，持有周遊券的旅客若欲預定指定席（劃位座），則可在發車前事先持周遊券至各車站內的綠色窗口兌換指定車班的車票，但並不需額外支付指定席的費用。由於指定席車票只是作為預定座位的證明，但進入、離開檢票口時仍然是持周遊券直接通過或使用周遊券從剪票口通過，因此與一般車票會在通過檢票口時被回收的狀況不同，使用周遊券換得的指定席車票可在搭車後保留下來，而成為收集日本鐵路車票最方便的工具之一。
在早期的周遊券使用規則中曾存在過關於跨日營運班次的例外規則，提及持有在有效期限內最後一日的周遊券的乘客如果乘搭跨日運行的列車，周遊券的有效期會自動延長至周遊券持有人離開該列車為止，在離開該列車後，仍可在不回程及不重複車站的情況下當作已付基本車費的車票使用。但此特例已在新版的使用規則中被取消。
JR九州所經營的博多（福岡）至韓國釜山間之高速渡輪，不屬於周遊券適用範圍。

### 使用資格
只有符合以下條件之一者才可以購買並使用：
- 以「短期停留」（短期滞在）身份入境，由國外到日本觀光的旅遊者，但JR東京廣域周遊券只需持日本以外的護照即可使用。
  - 依據日本入國管理法的規定「短期停留」是以旅遊等為目的，可以在日本停留15或者90日（也有停留期限为30日的[4]），只有擁有這樣身份的人才可以使用。「受訓」（研修）、「演員」（興行）及「再次入境」（再入国）等資格者不可使用。
- 居住在國外符合以下條件之一的日本國民：
  1. 在該國擁有永久居住權。
  2. 與居住在日本國外的外國人結婚。

  - 以前在日本國外居住超過10年者，就算沒有以上的資格也可以購買，但是2004年4月1日以後取消。

### 種類與價格
日本鐵路周遊券有綠色車廂（高級車廂）用與普通車廂用這兩種類，又依使用期間區分為7日、14日、21日。使用期間由開始使用日起算必須是連續的，價格是以日圓為基準，依照購買時換票證的發行價格兌換為當地的貨幣價格，因此可能因為匯率的變動造成價格有所差異。購買換票證後必須在3個月內更換為日本鐵路旅遊券，但如果購買時沒有付清手續費用則無效。更換後必須設定開始使用日，日期可以是更換日起一個月內的任一日，但是設定後無論任何理由都不能更改，在開始使用日前可以退票（手續費10℅），開始日以後就算沒使用也不可退票。一旦遺失或是被偷竊，不再補發。

### 適用範圍
鐵路
- JR集團全線
  - 所有新幹線列車，下列部分車廂須加價搭乘。
    - 東海道新幹線、山陽新幹線和九州新幹線：2023年10月1日起，針對持有本周遊券的旅客如欲搭乘希望號（のぞみ、Nozomi）及瑞穗號（みずほ、Mizuho），須加價購買特別企劃車票「【ONLY WITH JAPAN RAIL PASS】NOZOMI MIZUHO Ticket」（以下簡稱「NOZOMI MIZUHO Ticket」）。[6]
      - 持普通車廂用之周遊券旅客，可購買普通車廂用及非指定席用之特別企劃車票。
      - 持綠色車廂用之周遊券旅客，可購買綠色車廂用、普通車廂用及非指定席用之特別企劃車票。

    - 東北新幹線、北海道新幹線、北陸新幹線和上越新幹線：超高檔車廂（グランクラス、Gran Class）均不適用[3]。

  - 非新幹線（即在來線）的特急列車、急行列車、快速列車、普通列車；但是有少數列車除外。
  - 使用Liner列車（註：以快速運行的Marine Liner自由席可以持通行券乘搭或部份Liner綠色車廂指定席可使用綠色車廂周遊券）、臥舖列車（劃位後可以搭乘日出瀨戶號及日出出雲號的ノビノビ（Nobinobi）座席）與一般列車的包廂（個室），需要補付基本車費以外的費用。
- 東京單軌電車
  - 羽田機場線
- 青森鐵道
  - 青森鐵道線（青い森鉄道線）：乘坐普通、快速列車經過青森、野邊地、八戶的路段時可以利用。但在此路線上，只有在青森鐵道線的青森、野邊地以及八戶站下車才是適用範圍，其中，野邊地站可銜接JR大湊線（在其餘車站下車不屬於適用範圍）
- IR石川鐵道、愛之風富山鐵道
  - 僅限於使用普通、特急列車，於IR石川鐵道]金澤－津幡間或愛之風富山鐵道富山－高岡間經過，僅能在兩端車站下車，其中，津幡站可銜接JR七尾線，高岡站可銜接JR城端線、冰見線（在其餘車站下車不屬於適用範圍）
- 列車直通經由其他JR以外的鐵道公司的區間，必須要支付經過其他鐵路公司路段的基本車費及其他附加費用。例如日光號列車會行駛東武鐵道公司的栗橋車站至東武日光車站之間等。[7]

巴士
- JR巴士：持周遊券可以免費搭乘JR北海道巴士、JR巴士東北、JR巴士關東、西日本JR巴士、中國JR巴士、JR四國巴士與JR九州巴士等公司經營的地方路線。[3]。
- BRT：持周遊券可以免費搭乘氣仙沼線及大船渡線的BRT公車。

渡船
- 周遊券適用的定期渡船航線只有一條，是JR西日本所經營的宮島航路（宮島-宮島口），但乘船往宮島時需支付100日圓（一次）或500日圓（一年）的訪問稅。

### 適用範圍的變化
2009年9月30日起，JR東海巴士已不再經營地方路線，因此已無周遊券可適用的該公司巴士班次
2010年因應羽田機場重新開通國際航線，因此新增東京單軌電車羽田機場線為適用範圍
在2013年3月底前，周遊券原本還適用於札幌－小樽／盛岡－弘前、東京－名古屋／京都／大阪／筑波中心、名古屋－京都／大阪、大阪－津山／加西花卉中心等路段上的高速巴士，但在2013年4月起JR高速巴士全面不再適用。
部分原有JR路線在平行路廊的新幹線通車後，該段鐵道改由地方政府出資成立的第三部門鐵道公司繼續經營，如北陸本線、信越本線：JR西日本的北陸本線金澤－直江津段，在北陸新幹線長野金澤段通車後，已於2015年3月14日起改為第三部門鐵道，依縣境分別由四家私鐵公司管理（石川縣內為IR石川鐵道、富山縣內為愛之風富山鐵道、新潟縣內為越後朱鷺鐵道），另JR東日本的信越本線長野－妙高高原－直江津段，亦已於同日分別改由信濃鐵道北信濃線（長野－妙高高原）與越後朱鷺鐵道（妙高高原－直江津）管理，持周遊券不再適用

### 預約指定席方法
在日本的主要JR車站找到設有「指定席券售票機」的售票機，就可以在這裡直接劃位，步驟如下：
1. 持有JR Pass，只要在日本比較大型的車站，並且設有「指定席券售票機」，就可以自助預約指定席。
2. 可以選擇合適的語言選項，包括「英文」、「繁體中文」，並選擇畫面中的「指定座席」。
3. 在接下來的畫面，請選擇「使用優惠車票．回數票預訂指定座席」，開始進行劃位。
4. 請按人數將要預約指定席的鐵路周遊券，按圖示放入指定席售票機內，請注意，每次只能預約4個座位。
5. 請按順序輸入出發站、到達站（需要輸入英文，最好事前準備好地點的英文名稱）
6. 請輸入乘車日期、時刻（可以不需要輸入確定的班次時間，只需輸入大概的乘車時間，下一頁將會從你輸入的時間開始選擇班次，例如你輸入早上9點，下一頁就會顯示從早上9點開始的班次供你選擇。）
7. 核對地點、時間等資料，確認無誤後請按「檢索」。
8. 請選擇想乘搭的列車班次後按「確定」
9. JR Pass可以免費預約的指定席為普通車廂，請點擊普通車廂下的「綠色圓圈」。（如果顯示 x 次表已滿，請返回前一個畫面選擇另一班次）
10. 選擇座位的喜好，或可以點擊「從座位表選擇」直接從座位表選擇座位。
11. 選擇好座位後進入最後的畫面，核對所以資料無誤後按「確認」，機器便會開始打印指定席票券，取票後便完成整個JR Pass預約指定席過程了。

## 地區限定的周遊券
JR北海道、JR東日本、JR西日本、JR九州及JR四國有販售在自己公司經營路線内有效的周遊券，這些周遊券亦可使用於全國券不能使用的鐵道路線，針對特定區域旅行的外國人可以選擇購買。JR東海則以週遊券方式推出名為Tourist Pass的通行券。
與日本鐵路周遊券不同的是，除了可以預先在外國購買換領券外，還可以在日本國內一部份的車站直接購買周遊券。規定與有效期限各公司有所差異，JR東日本以及北海道周遊券僅需持外國護照，不限入境條件或居留日本。JR西日本、JR九州及JR四國限定外國短期遊客才能購買，持非短期簽證的外國人及日本國籍者不可購買的政策，都還是延續日本鐵路周遊券的基本精神。此路券可以其他私營鐵路公司合作，通過相關路段不需支付付加費用，亦提供了旅遊景點入場券等折扣。

### 北海道鐵路周遊券
分為5日券、7日券及10日暢遊券之三種票券；指定期間內可自由搭乘JR北海道管轄內鐵道路線全線的所有列車（北海道新幹線除外）與JR北海道巴士（札幌車站～旭川車站間、札幌車站～紋別車站間、札幌車站～帶廣車站間、札幌車站～ Kiroro 間、 札幌車站～廣尾車站間及不定期路線除外）。

### JR東日本周遊券
JR東日本發行的周遊券分爲三種：JR東日本周遊券（東北地區）、JR東日本鐵路周遊券（長野、新潟地區）和JR東京廣域周遊券；在適用範圍內，可無限次任意搭乘JR東日本管轄的新幹線（不包括東海道新幹線）、在來線列車和指定私鐵的綫路。
與日本鐵路周遊券不同的地方在於：開始日後14天以内可分開5日機動使用，使行程更為彈性。包含新幹線全路線在內全部JR東日本管轄的鐵道路線及BRT都可以使用，但是使用在JR東日本與其他鐵路公司共同經營的路線時必須支付費用。綠色車廂、Liner列車、臥舖車或包廂也必須支付額外費用。JR巴士東北及JR巴士關東的巴士路線皆不適用。
從2006年3月18日開始，針對JR東日本通票使用者，開始販售北越急行、伊豆急行、東武鐵道這些與其他鐵路公司共同經營路線的優惠券。
由2008年7月1日開始，JR東日本通票使用者更可持通票免費乘搭北越急行全線、伊豆急行全線、東武鐵道與JR東日本直通的特急列車，以及東武鐵道下今市至東武日光或鬼怒川温泉的普通列車。
由2010年10月21日起，配合羽田機場擴展國際線航班，可免費乘搭東京單軌鐵路全線。
2013年7月1日起JR東日本大幅度地更新了JR東日本周遊券的適用內容，其中最主要的改變是取消了過去曾存在過的青少年票或綠車（頭等車廂）票等票種，簡化成單純的成人與兒童票兩種等級。採用彈性（Flexible）5日票的設定，也就是在周遊券啟用後的14日中，可以任選不需連續的5日使用此周遊券。改制後的新版本之適用範圍除了先前已經開始合作的公司外，也納入了青森鐵道、IGR岩手銀河鐵道、仙台機場鐵道與東京臨海高速鐵路等幾家鐵路公司的旗下所有路線之各等級列車，適用範圍變得更廣泛。

#### JR東日本周遊券（東北地區）
適用範圍主要包括東京近郊地區和東北地區全域。在適用範圍內，可無任意搭乘JR東日本管轄的新幹線和在來線列車，以及伊豆急行線、青森鐵道線、IGR岩手銀河鐵路、東京單軌電車、仙台機場鐵道線、東武鐵道線（只限下今市-東武日光和下今市-鬼怒川溫泉）和JR巴士（高速巴士、部分路線除外）。
在票券發行的14日内，任選1日開始連續使用5日。

#### JR東日本鐵路周遊券（長野、新潟地區）
適用範圍主要包括東京近郊地區和長野、新潟地區。在適用範圍內，可任意搭乘JR東日本管轄的新幹線和在來線列車，以及伊豆急行線、北越急行線、越後心跳鐵道（直江津-新井）、東京單軌電車全線、東武鐵道線（只限下今市-東武日光和下今市-鬼怒川溫泉）和JR巴士（高速巴士、部分路線除外）。
在票券發行的14日内，任選1日開始連續使用5日。

#### JR東京廣域周遊券
適用範圍主要包括東京近郊地區。在適用範圍內，可任意搭乘JR東日本管轄的新幹線（「隼」號和「小町」號列車除外）和在來線列車，以及伊豆急行線、東京單軌電車、富士急行線、上信電鐵、埼玉新都市交通（大宮-鐵道博物館）、東京臨海高速鐵道線全線和東武鐵道線（只限下今市-東武日光和下今市-鬼怒川溫泉）。不可以搭乘JR巴士。此通行券適用於長居日本非日本籍人士以及非短期簽證人士使用。
票券有效期為連續3日。

### JR東日本、JR北海道合作票券（北海道・東日本周遊券）

#### JR東日本・南北海道鐵路周遊券
適用範圍主要包括JR東日本周遊券（東北地區）的使用範圍以及北海道道南地區。在適用範圍內，可無任意搭乘JR東日本和JR北海道管轄的新幹線和在來線列車，以及伊豆急行線、青森鐵道線、IGR岩手銀河鐵路、東京單軌電車、仙台機場鐵道線和東武鐵道線（只限下今市-東武日光和下今市-鬼怒川溫泉）。無法搭乘JR巴士。
在票券發行的14日内。可任選6日使用。

#### JR 東北・南北海道鐵路周遊券
適用範圍主要包括東北地區全域以及北海道道南地區。在適用範圍內，可無任意搭乘JR東日本和JR北海道管轄的新幹線和在來線列車，以及青森鐵道線、IGR岩手銀河鐵路、東京單軌電車和仙台機場鐵道線。不可以搭乘JR巴士。
在票券發行的14日内。可以自由任選5日使用。

### JR西日本周遊券
JR西日本發行適用鐵道路線的周遊券包括「關西地區鐵路周遊券」、「關西廣域鐵路周遊券」、「關西&廣島地區鐵路周遊券」、「山陽&山陰地區鐵路周遊券」、「關西&北陸地區鐵路周遊券」、「北陸地區鐵路周遊券」、「山陰&岡山地區鐵路周遊券」、「廣島&山口地區鐵路周遊券」和「岡山&廣島&山口地區鐵路周遊券」以及適用所有JR西日本路線的「JR西日本全地區鐵路周遊券」周遊券
- 「關西地區鐵路周遊券」：見下方詳細介紹
- 「關西廣域鐵路周遊券」除了可搭乘在來線各種列車自由席，還能用於山陽新幹線新大阪至岡山間的普通自由席，以及智頭急行、京都丹後鐵道等其他業者的列車自由席
- 「山陽&山陰地區鐵路周遊券」則可以在山陽新幹線區間（新大阪～博多）利用任何列車（包括日本鐵路周遊券列明不可使用的「希望號」（のぞみ）和「瑞穗號（」）的普通等指定席和自由席
- 「山陽&山陰地區&北部九州鐵路周遊券」：JR西日本與JR九州合作，整合「山陽&山陰地區鐵路周遊券」、「北部九州鐵路周遊券」，包含西日本和九州地區
- 「瀨戶内地區鐵路周遊券」：JR西日本與JR四國合作

除了在日本外的指定銷售處購買換票證，尚可先在JR西日本網站上預約取得記載預約號碼的電子郵件，入境日本後在JR西日本指定地點憑預約號碼購買周遊券。

#### 關西地區周遊券
可以使用下列路線的普通列車自由席及特急「遙號」（はるか）的自由席，使用範圍與季節發行關西1日車券極為相似。
- 東海道本線（米原－神戶）
- 山陽本線（神戶－上郡）
- 大阪環狀線（全線）
- JR東西線（全線）
- 櫻島線（全線）
- 片町線（全線）
- JR寶塚線（尼崎－篠山口）
- 奈良線（全線）
- 山陰本線（京都－園部）
- 湖西線（全線）
- 關西本線（JR難波－拓植）
- 北陸本線（米原－敦賀）
- 櫻井線（全線）
- 和歌山線（全線）
- 阪和線（全線）
- 草津線（全線）
- 關西空港線（全線）
- 大阪東線（全線）
- 姬新線（姬路－本龍野）
- 赤穗線（相生－播州赤穗）
- 2019年10月1日起，持有關西地區周遊券的乘客可以兌換，京阪電氣鐵道京都觀光1天券以及京都市營地下鐵1天通用券，每張通行券可以前述車券有效期間內兌換一次。

### JR東日本、JR西日本合作票券

#### 北陸拱型鐵路周遊券
由JR東日本和JR西日本合作推出，可以憑票乘坐JR東日本和JR西日本來往北陸地區和東京、京都、大阪市區的新幹線和在來線列車、IR石川鐵道（金澤-津幡）、愛之風富山鐵道（高岡-富山）和東京單軌電車。
票券有效期為連續7日，使用此票券來往東京、京都、大阪市區，只可經由北陸新幹線及北陸本線，不適用於東海道新幹線。

### 九州鐵路周遊券
九州鐵路周遊券分三種，第一種是全九州地區版，由JR九州管轄的新幹線及在來線全部鐵道路線都可乘坐（包括日本鐵路週遊券明列不能使用的九州新幹線瑞穗號列車），有3日券,5日券,7日券；
第二種是北九州地區版，可以乘坐熊本以北的JR九州路線，有3日券和5日券；
第三種是南九州地區版，可以乘坐熊本以南的JR九州路線，只有3日券。
九州鐵路周遊券只有普通車廂這個種類，不能用以搭乘臥舖列車、JR西日本管轄的山陽新幹線（小倉車站至博多車站間），博多南線(博多-博多南)和JR九州巴士；而且對於免費使用指定席的次數有限制(全九州沒有限制)，3日券和5日券可使用6次指定席。
除了在日本外指定旅行社購買換票證，亦可在入境日本後在JR九州指定的地點購買周遊券。若是日本留學生，可以購買留學生通行券，設全九州以及北九州版本，但使用指定席需要附加費用。

### 全四國鐵路周遊券
全四國鐵路周遊券可用以搭乘四國內的各鐵道公司，包括JR四國、高松琴平電氣鐵道、土佐黑潮鐵道、阿佐海岸鐵道、伊予鐵道及土佐電氣鐵道這六家鐵道公司所營運的所有鐵道，但不包括日出瀨戶號列車及各鐵道公司經營的巴士。另外瀨戶大橋線的兒島車站以北（包括該站）為JR西日本的營運範圍，因此另需支付兒島車站以北的車資。
此週遊券亦可事先於日本外指定販售點購買換票證，或入境後在JR四國旅遊中心購買。

## 外部連結
- JAPAN RAIL PASS首頁 （页面存档备份，存于）
- 北海道鐵路周遊券 （页面存档备份，存于）
- JR東日本通票 （页面存档备份，存于）
- 北海道・東日本周遊券 （页面存档备份，存于）
- JR西日本周遊券 （页面存档备份，存于）
- JR九州周遊券 （页面存档备份，存于）
- 全四國鐵路周遊券 （页面存档备份，存于）
- 山陽&山陰&北部九州地區鐵路周遊券 （页面存档备份，存于）